# مانويل نوير
مانويل بيتر نوير (بالألمانية: Manuel Neuer)، (مواليد 27 مارس 1986)، لاعب كرة قدم ألماني يلعب في مركز حارس مرمى، كان حارس شالكه خلفا للحارس الألماني السابق ينس ليمان. وهو الآن كابتن نادي بايرن ميونخ. اختاره المدرب يواخيم لوف ليكون الحارس الأساسي لمنتخب ألمانيا لكرة القدم في كأس العالم 2010 في جنوب أفريقيا. وقد انتقل إلى نادي بايرن ميونخ . بصفقة مقدارها عشرين مليون يورو. وهو شقيق الحكم الألماني مارسيل نوير. وفي عام 2013 حقق مع نادي بايرن ميونخ الثلاثية. وفي عام 2014 توّج بكأس العالم مع منتخب ألمانيا، وحصل على جائزة أفضل حارس في البطولة. وفي نفس العام ترشح نوير لجائزة أفضل لاعب في أوروبا وحصل على المركز الثاني قبل زميله آريين روبن وخلف كريستيانو رونالدو. وفي سباق كرة الفيفا الذهبية 2014 حصل نوير على المركز الثالث خلف كل من كريستيانو رونالدو وليونيل ميسي. وفي العام نفسه حصل على جائزة أفضل ثالث لاعب في العالم من قبل صحيفة الغارديان. وهو الحاصل على جائزة أفضل حارس في العالم من قبل الفيفا لمدة أربع سنوات متتالية (منذ 2013 - 2016)، ويعد مانويل نوير من أفضل الحراس المتكاملين عبر تاريخ كرة القدم.

## نشأته وحياته
ولد نوير في غلزنكيرشن، شمال الراين وستفاليا. درس في مدرسة جيسامتشول بيرغر فيلد، والتي أخرجت العديد من لاعبي كرة القدم البارزين، مثل مسعود أوزيل، وشقيقه مارسيل الذي هو حاليا حكم كرة قدم في دوري الهواة الألماني. حصل على أول كرة قدم له عندما كان في سن الثانية وكانت أول مباراة له في 3 مارس 1991، قبل 24 يوما من عيد ميلاده الخامس. بطل نوير و وقدوته عندما كان طفل كان زميله الألماني وحارس شالكه السابق ينس ليمان.
في 21 مايو 2017، تزوج نوير من صديقته منذ زمن نينا فايس في تانهيم، النمسا، في حفل مدني، أعقبه حفل زفاف الكنيسة في كاتدرائية سانتيسيما ديلا ماديا في مونوبولي،إيطاليا في 10 يونيو.

## مسيرته الكروية

### شالكه 04
وقع نوير في عام 2005 بعد أن تطور من خلال الفئات العمرية في نادي مسقط رأسه شالكه. لعب لأول مرة في دوري الدرجة الأولى الألماني عندما جاء ليستبدل فرانك روست المصاب الموسم 2006-07. ولم يخيب الآمال وتمكن من تأمين التعادل 2-2 مع حامل اللقب بايرن ميونخ. على الرغم من صغر سنه، كان متوقعا أن يكون خليفةً محتملا للحارس ينس ليمان في المستقبل للمنتخب الألماني.

### بايرن ميونيخ
في 1 يونيو 2011، أكد شالكه أن نوير سينتقل إلى بايرن ميونخ في يوليو 2011. بعقد لمدة خمس سنوات ب 22 مليون يورو والذي يستمر حتى يونيو عام 2016، مما يجعل نوير ثاني أغلى حارس مرمى في تاريخ اللعبة، خلف الحارس الإيطالي المخضرم جيانلويجي بوفون. كما ساهم نوير في عام 2013 في تحقيق إنجاز الثلاثية التاريخية مع بايرن ميونخ. وحقق العديد من الجوائز الفردية أهمها جائزة أفضل حارس في العالم من قبل الفيفا لمدة أربع سنوات متتالية (منذ 2013 - 2016)،

## مسيرته الدولية

### الشباب
لعب نوير أول مباراة مع منتخب ألمانيا تحت 21 سنة لأول مرة في 15 أغسطس 2006 ضد هولندا. وفاز ببطولة أوروبا تحت 21 سنة عام 2009 مع ألمانيا في السويد، وحافظ على نظافة شباكة في النهائي ضد إنجلترا والتي أنتهت بفوز ألمانيا بنتيجة 4-0.

### الأول

#### كأس العالم 2010
تم استدعاء نوير في 19 مايو 2009 إلى منتخب ألمانيا الأول بالجولة الآسيوية. ولعب أول مباراة له في هذه الجولة في مباراة ضد الإمارات في 2 يونيو. لعب في نوفمبر ودية ضد ساحل العاج والتي انتهت بالتعادل الإيجابي 2-2.على الرغم من أنه يتحمل مسؤولية الهدف الأول، إلى أن المدرب يواخيم لوف رفض إلقاء اللوم عليه وبدلا من ذلك أثنى عليه. وأصبح نوير حارس ألمانيا الأول في كأس العالم 2010. وفي المباراة الأول ضد إنجلترا قدم تمريرة حاسمة لهدف ميروسلاف كلوزه الافتتاحي، وأنتهت المباراة بنتيجة 4-1. لعب في جميع مباريات كأس العالم بإستثناء مباراة تحديد المركز الثالث ضد الأوروغواي، عندما لعبها هانز يورغ كتكريم له.

#### يورو 2012
لعب نوير جميع مباريات التصفيات لبطولة أمم أوروبا 2012، مما ساعد ألمانيا على حصد عشرة انتصارات من أصل عشر مباريات وبالتالي تصدر مجموعتهم. بعد فوز ألمانيا بنتيجة 3-1 ضد تركيا، تلقى نوير الإشادة على أداءة الرائع. لعب نوير جميع المباريات الثلاث مع ألمانيا في دور المجموعات في المجموعة التي كانت تُسمى «مجموعة الموت». وخرج مع المنتخب من دور نصف النهائي أمام إيطاليا بنتيجة 2-1.

#### كأس العالم 2014

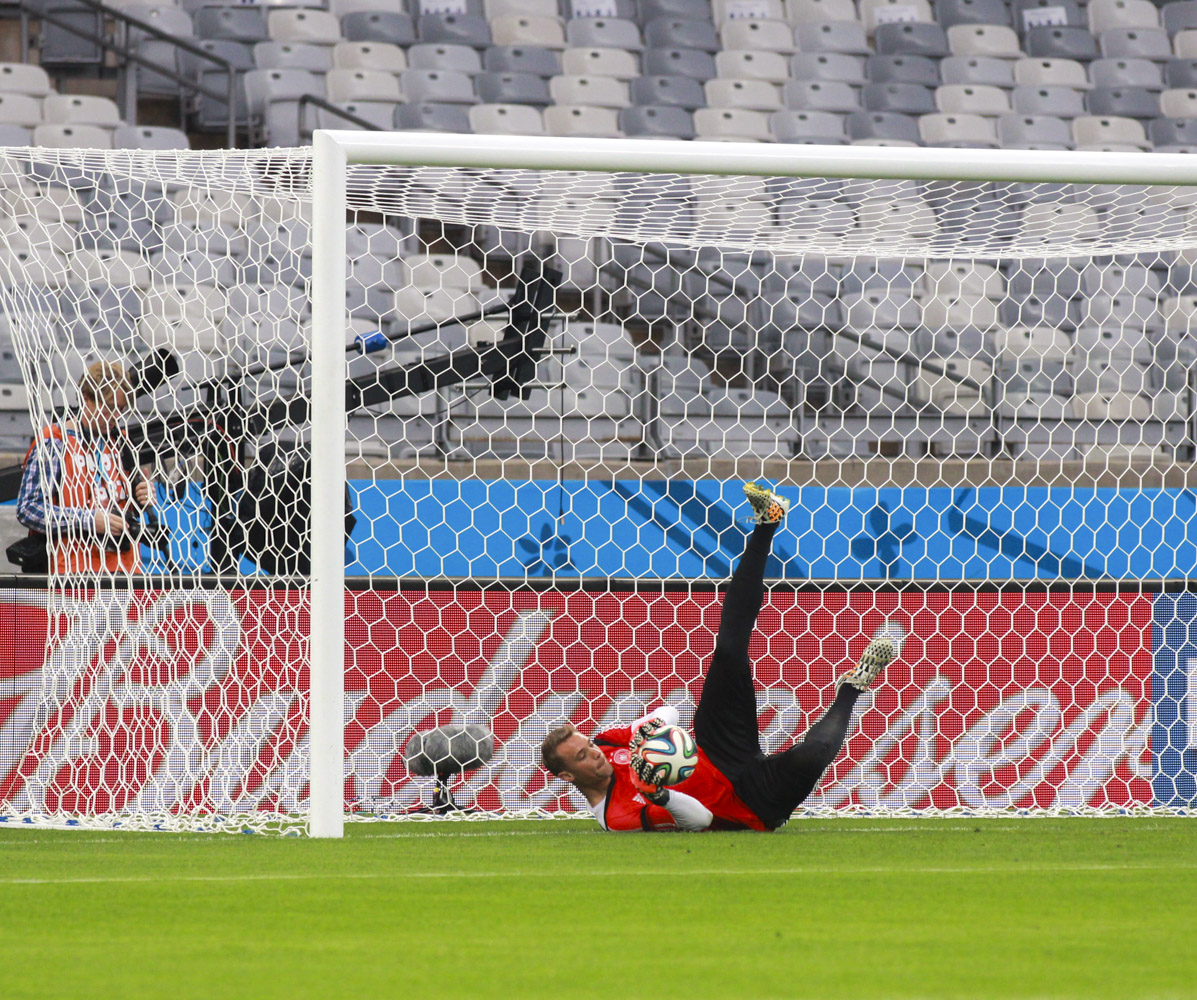
نوير قبل مباراة نصف النهائي ضد البرازيل في كأس العالم 2014 في 7 يوليو.

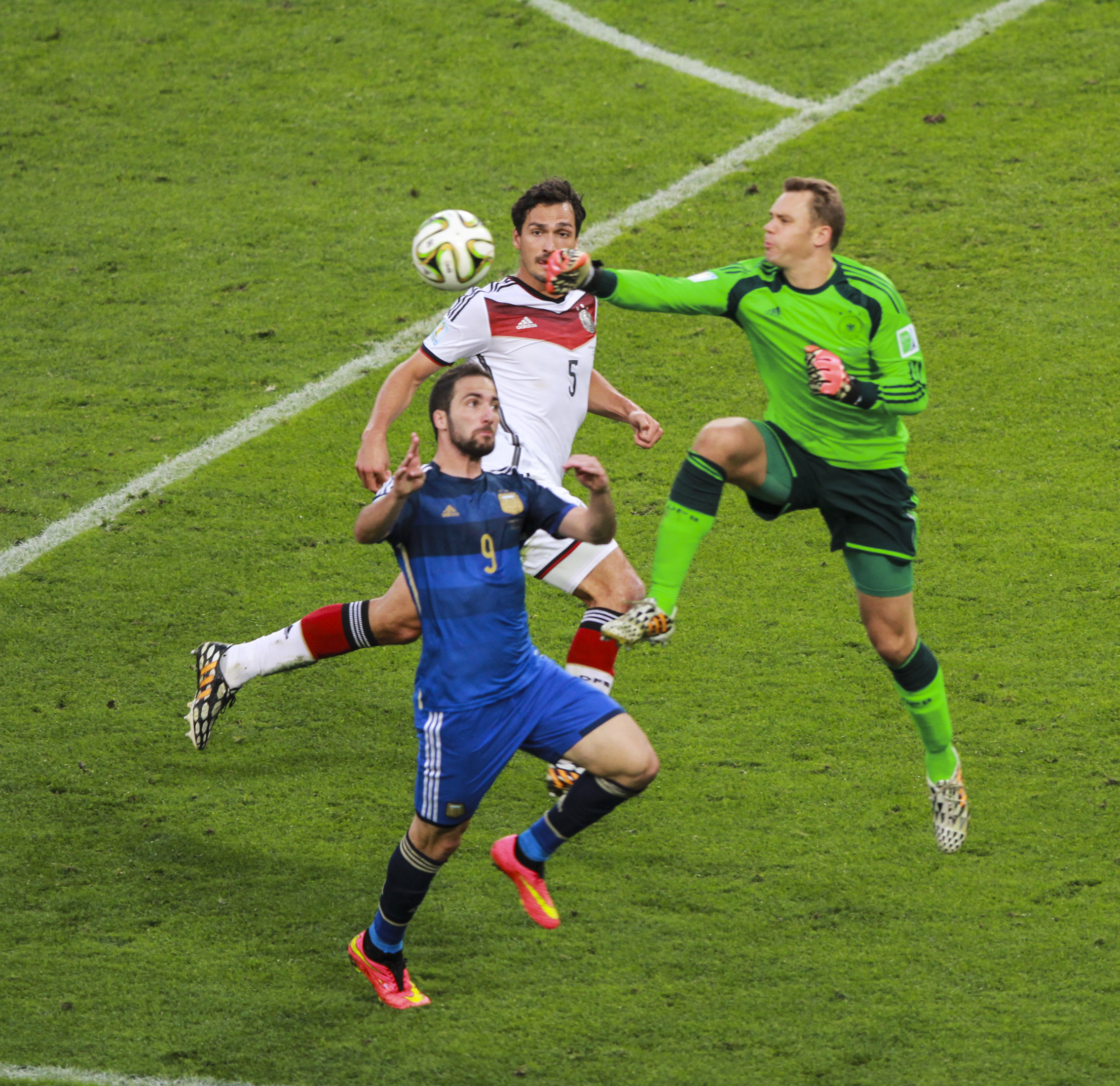
الأرجنتيني غونزالو هيغواين يتحدي الألماني هوملز ونوير خلال نهائي كأس العالم 2014

تميز نوير في كأس العالم 2014 بدور الحارس «الليبرو» وهو أسلوب جديد في مركز الحراس أستخدمه نوير.
بعد محافظته على شباكة نظيفة أمام البرتغال والولايات المتحدة، حافظ نوير لثالث مباراة على شباكة أمام فرنسا في ربع النهائي. وكانت هذه المباراة رقم 22 التي يحافظ بها على شباكة في 50 مباراة لعبها مع ألمانيا. في الدور نصف النهائي، تلقى نوير هدف بوقت متأخر في المباراة التاريخية التي أنتهت بفوز المانشافت على البرازيلبنتيجة 7-1.
في 13 يوليو، في نهائي كأس العالم ضد الأرجنتين، لم يُختبر نوير بشكل كبير لكنه مع ذلك قاد منطقة جزاءة بشكل جيد، مما صعب مهمة غونزالو هيغواين ورودريغو بالاسيو (أنهى منتخب الأرجنتين الشوط الأول دون ولا تسديدة على المرمى رغم العديد من الفرص الجيدة). فالنهاية هزمت ألمانيا الأرجنتين بنتيجة 1-0 بفضل هدف ماريو غوتزه في الأوقات الإضافية. حاز نوير على جائزة القفاز الذهبي لأفضل حارس مرمى في البطولة.

#### يورو 2016
في 31 مايو 2016. تم إستدعاء نوير منتخب ألمانيا من أجل بطولة أمم أوروبا 2016. خلال البطولة، لم ستلقى نوير أي هدف في أي من مباريات ألمانيا في مرحلة المجموعات ودور الـ 16. في 2 يوليو 2016، توقفت سلسلة عدم تلقية للأهداف أمام إيطاليا عندما سجل في مرماه ليوناردو بونوتشي من ركلة جزاء، لكنه سجل رقما قياسيا في الدقائق التي لم يتلقى فيها أهداف (557 دقيقة) ليكسر رقم حارس ألمانيا وبايرن ميونخ السابق سيب ماير (481). خرج من دور نصف النهائي أمام المستضيف منتخب فرنسا بهدفي أنطوان غريزمان في المباراة التي أنتهت بنتيجة 2-1.

#### كأس العالم 2018
قبل بدء التصفيات، في 1 سبتمبر 2016، تم تعيين نوير كابتن جديد للمنتخب الألماني، بعد إعتزال باستيان شفاينشتايغر الدولي.

## الإحصائيات

### النادي
آخر تحديث 16 سبتمبر2017.
| النادي      | الموسم   | الدوري                | الدوري | الدوري | الكأس1 | الكأس1 | أوروبا2 | أوروبا2 | أخرى3 | أخرى3 | المجموع | المجموع | م.                                 |
| النادي      | الموسم   | الدوري                | لعب    | سجل    | لعب    | سجل    | لعب     | سجل     | لعب   | سجل   | لعب     | سجل     | م.                                 |
| ----------- | -------- | --------------------- | ------ | ------ | ------ | ------ | ------- | ------- | ----- | ----- | ------- | ------- | ---------------------------------- |
| شالكه ب     | 2003–04  | بطولة الهواة الشمالية | 1      | 0      | —      | —      | —       | —       | —     | —     | 1       | 0       | [ 36 ]                             |
| شالكه ب     | 2004–05  | بطولة العالم          | 24     | 0      | —      | —      | —       | —       | —     | —     | 24      | 0       |                                    |
| شالكه ب     | 2006–07  | بطولة العالم          | 3      | 0      | —      | —      | —       | —       | —     | —     | 3       | 0       | [ 37 ]                             |
| شالكه ب     | 2008–09  | بطولة الهواة الغربية  | 1      | 0      | —      | —      | —       | —       | —     | —     | 1       | 0       | [ 37 ]                             |
| شالكه ب     | المجموع  | المجموع               | 29     | 0      | —      | —      | —       | —       | —     | —     | 29      | 0       | —                                  |
| شالكه       | 2005–06  | الدوري الألماني       | 0      | 0      | 0      | 0      | 0       | 0       | 0     | 0     | 0       | 0       | [ 38 ]                             |
| شالكه       | 2006–07  | الدوري الألماني       | 27     | 0      | 0      | 0      | 0       | 0       | 0     | 0     | 27      | 0       | [ 37 ]                             |
| شالكه       | 2007–08  | الدوري الألماني       | 34     | 0      | 3      | 0      | 10      | 0       | 3     | 0     | 50      | 0       | [ 39 ] [ 40 ]                      |
| شالكه       | 2008–09  | الدوري الألماني       | 27     | 0      | 2      | 0      | 5       | 0       | —     | —     | 34      | 0       | [ 37 ]                             |
| شالكه       | 2009–10  | الدوري الألماني       | 34     | 0      | 5      | 0      | —       | —       | —     | —     | 39      | 0       | [ 41 ]                             |
| شالكه       | 2010–11  | الدوري الألماني       | 34     | 0      | 6      | 0      | 12      | 0       | 1     | 0     | 53      | 0       | [ 42 ]                             |
| شالكه       | المجموع  | المجموع               | 156    | 0      | 16     | 0      | 27      | 0       | 4     | 0     | 203     | 0       | —                                  |
| بايرن ميونخ | 2011–12  | الدوري الألماني       | 33     | 0      | 5      | 0      | 14      | 0       | —     | —     | 52      | 0       | [ 43 ]                             |
| بايرن ميونخ | 2012–13  | الدوري الألماني       | 31     | 0      | 5      | 0      | 13      | 0       | 1     | 0     | 50      | 0       | [ 44 ] [ 45 ]                      |
| بايرن ميونخ | 2013–14  | الدوري الألماني       | 31     | 0      | 5      | 0      | 12      | 0       | 4     | 0     | 52      | 0       | [ 46 ] [ 47 ] [ 48 ] [ 49 ] [ 50 ] |
| بايرن ميونخ | 2014–15  | الدوري الألماني       | 32     | 0      | 5      | 0      | 12      | 0       | 1     | 0     | 50      | 0       | [ 51 ] [ 52 ]                      |
| بايرن ميونخ | 2015–16  | الدوري الألماني       | 34     | 0      | 5      | 0      | 11      | 0       | 1     | 0     | 51      | 0       | [ 53 ] [ 54 ]                      |
| بايرن ميونخ | 2016–17  | الدوري الألماني       | 26     | 0      | 4      | 0      | 9       | 0       | 1     | 0     | 40      | 0       | [ 55 ]                             |
| بايرن ميونخ | 2017–18  | الدوري الألماني       | 3      | 0      | 0      | 0      | 1       | 0       | 0     | 0     | 4       | 0       | [ 56 ]                             |
| بايرن ميونخ | المجموع  | المجموع               | 190    | 0      | 29     | 0      | 72      | 0       | 8     | 0     | 299     | 0       | —                                  |
| الإجمالي    | الإجمالي | الإجمالي              | 375    | 0      | 45     | 0      | 99      | 0       | 12    | 0     | 531     | 0       | —                                  |

- 1.^ تشمل كأس ألمانيا.
- 2.^ تشمل دوري أبطال أوروبا والدوري الأوروبي.
- 3.^ تشمل كأس الدوري الألماني، كأس السوبر الألماني، كأس السوبر الأوروبي، وكأس العالم للأندية.

### المنتخب
آخر تحديث 11 أكتوبر2016.
| ألمانيا | ألمانيا   | ألمانيا |
| العام   | المباريات | الأهداف |
| ------- | --------- | ------- |
| 2009    | 2         | 0       |
| 2010    | 13        | 0       |
| 2011    | 10        | 0       |
| 2012    | 11        | 0       |
| 2013    | 8         | 0       |
| 2014    | 13        | 0       |
| 2015    | 6         | 0       |
| 2016    | 11        | 0       |
| المجموع | 74        | 0       |

## الإنجازات

### النادي
شالكه
- كأس ألمانيا: 2010–11
- كأس الدوري الألماني: 2005

بايرن ميونخ
- الدوري الألماني (12): 2012–13، 2013–14، 2014–15، 2015–16، 2016–17، 2017–18، 2018–19، 2019–20، 2020–21، 2021–22، 2022–23، 2024–25
- كأس ألمانيا (5): 2012–13، 2013–14، 2015–16، 2018–19، 2019–20
- كأس السوبر الألماني (7): 2012، 2016، 2017، 2018، 2020، 2021، 2022
- دوري أبطال أوروبا (2): 2012–13، 2019–20
- كأس السوبر الأوروبي (2): 2013، 2020
- كأس العالم للأندية (2) 2013، 2021

### المنتخب
ألمانيا
- كأس العالم: 2014، المركز الثالث: 2010
- بطولة أوروبا تحت 21 سنة: 2009.

### الفردية
- ميدالية فريتز فالتر (1): ميدالية فريتز فالتر الفضية لأفل من 19 سنة 2005.[60]
- فريق الأحلام في بطولة أمم أوروبا تحت 21 سنة.[61]
- لاعب العام في المنتخب الألماني: 2020.[62]
- لاعب العام في ألمانيا (2): 2011،[63] 2014.[64]
- فريق وسائل الإعلام الرياضية الأوروبية (ESM) للسنة (3): 2011–12،[65] 2012–13،[66] 2014–15.
- فريق بطولة أمم أوروبا: 2012.[67]
- نهائي دوري أبطال أوروبا 2013: رجل المباراة «حسب تصويت المشجعين».[68]
- جائزة أفضل حارس من الاتحاد الدولي لتاريخ وإحصاءات كرة القدم (5): 2013،[69] 2014،[70] 2015،[71] 2016،[72] 2020.[73]
- جائزة أفضل حارس مرمى في العقد من الاتحاد الدولي لتاريخ وإحصاءات كرة القدم: 2011–2020.[74]
- جائزة أفضل حارس مرمى في أوروبا (5): 2011، 2013، 2014، 2015، 2020.[75]
- فريق العام للرجال من الاتحاد الدولي لتاريخ وإحصاءات كرة القدم: 2020.[76]
- تشكيلة السنة من فيفبرو (4): 2013،[77] 2014،[78] 2015، 2016[79]
- فريق السنة من الاتحاد الأوروبي (4): 2013،[80] 2014،[81] 2015[82]، 2020[83]
- دوري أبطال أوروبا تشكيلة الموسم (3): 2013–14، 2015–16، 2019–20.[84]
- أفضل حارس مرمى في دوري ابطال أوروبا: 2019–20[75]
- جائزة الفيفا لأفضل حارس: 2020[85]
- جائزة أفضل لاعب في أوروبا: 2011 (المركز العاشر)، 2014 (المركز الثاني)، 2016 (المركز الثامن)
- القفاز الذهبي في كأس العالم: 2014.[86]
- تشكيلة الأحلام في كأس العالم: 2014.[87][88]
- أفضل لاعب في السنة من صحيفة ليكيب: 2014.[89]
- رياضي السنة من إيبس: 2014.[90]
- رياضي السنة من إيبس - جائزة فرانك: 2014.[91]
- بطل الأبطال من صحيفة ليكيب: 2014 الوصيف.[92]
- كرة الفيفا الذهبية: المركز الثالث 2014[93]
- فريق الموسم في الدوري الألماني (7): 2012–13،[94] 2013–14،[95] 2014–15،[96] 2015–16،[97] 2016–17،[98] 2020–21،[99] 2021–22[100]
- فريق العالم الأفضل في العقد من الاتحاد الدولي لتاريخ وإحصاءات كرة القدم: 2011–2020[101]
- تشكيلة العقد في أوروبا من الاتحاد الدولي لتاريخ وإحصاءات كرة القدم: 2011–2020[102]

الأوسمة
- ورقة الغار الفضية (2): 2010،[103] 2014.[104]
- وسام الاستحقاق في ولاية شمال الراين وستفاليا: 2019[105]
- وسام الاستحقاق البافاري: 2021[106]

## روابط خارجية
- مانويل نوير على موقع IMDb (الإنجليزية)
- مانويل نوير على موقع الموسوعة البريطانية (الإنجليزية)
- مانويل نوير على موقع قاعدة بيانات الفيلم (الإنجليزية)
- مانويل نوير على موقع الاتحاد الدولي (مؤرشف)  (الإنجليزية)
- مانويل نوير على موقع الاتحاد الأوربي (الإنجليزية)
- مانويل نوير على موقع إي إس بي إن إف سي (الإنجليزية)
- مانويل نوير على موقع قاعدة بيانات كرة القدم.إي يو (الإنجليزية)
- مانويل نوير على موقع بيانات كرة القدم. دي إي (الألمانية)
- مانويل نوير على موقع ليكيب (الفرنسية)
- مانويل نوير على موقع ناشيونال فوتبول تيمز (الإنجليزية)
- مانويل نوير على موقع Soccerbase.com (لاعب) (الإنجليزية)
- مانويل نوير على موقع Soccerway.com (الإنجليزية)
- مانويل نوير على موقع عالم كرة القدم.نت (الإنجليزية)